# Théorie des coûts de transaction
La théorie des coûts de transaction s'inscrit dans le cadre de la théorie des organisations. Elle s'attache à expliquer l'existence d'organisations économiques fondées sur la hiérarchie par l'existence de coûts de transaction.

## Définition
Le concept de coût de transaction apparait pour la première fois en 1937 dans l'article de Ronald Coase, « The Nature of the Firm ». C'est cependant Oliver Williamson (Prix Nobel 2009) qui est considéré à tort comme le fondateur de ce courant théorique. La théorie des coûts de transaction postule que les agents ne sont dotés que d'une rationalité limitée (concept que l'on doit à Herbert Simon) tout en se comportant de manière opportuniste. Le point de départ de Williamson et de la théorie des coûts de transaction est de postuler que toute transaction économique engendre des coûts préalables à sa réalisation : coûts liés à la recherche d'informations, aux « défaillances du marché », à la prévention de l'opportunisme des autres agents etc. Ainsi, certaines transactions se déroulant sur le marché peuvent engendrer des coûts de transaction très importants. Dès lors, les agents économiques peuvent être amenés à rechercher des arrangements institutionnels alternatifs permettant de minimiser ces coûts. À l'opposé du marché, Williamson distingue ainsi à la suite de Coase la « hiérarchie » qui correspond le plus souvent à l'entreprise. Entre le marché et l'entreprise, de nombreuses formes « hybrides » peuvent être identifiées (sous-traitance, concession, réseau etc.).
Le théorème de Coase est un résultat essentiel de la théorie des coûts de transaction.
Le mérite de Coase a été de mettre l'accent sur ces différents obstacles à l'utilisation idéale du système des prix.
« La principale raison qui rend profitable la création d'une entreprise pourrait être qu'il y est coûteux d'utiliser le mécanisme des prix. Le coût le plus évident de l'"organisation" de la production à travers le mécanisme des prix tient à la découverte des prix essentiels. Ce coût peut être réduit, mais non pas éliminé, par l'apparition d'acteurs spécialisés qui vendent cette information. » (The nature of the firm, p. 390, trad. mod.) 
Ce passage est cité par Steven Cheung dans The contractual nature of the firm, 1983, page 6. Coase ajoute en note : "l’hypothèse que tous les individus connaissent tous les prix essentiels n’est clairement pas vraie dans le monde réel." (p. 390, n. 4). C'est un point particulièrement important. 
Dans l’article de Coase, le problème de l’incertitude (Frank Knight) est dominé par celui de la recherche des prix naturels ou essentiels (Adam Smith). La situation limite hypothétique dans laquelle tous les prix sont ‘pertinents’ ou 'essentiels' ("relevant prices") et donc les coûts de transaction négligeables, est une situation de producteurs et d'acheteurs indépendants, qui ont une bonne connaissance de la valeur et donc des coûts des produits. C’est celle qui est décrite par Cheung à partir d’une situation, empruntée à Smith, dans laquelle tous les échanges sont strictement marchands : "Considérons l’exemple classique de la ‘manufacture d’épingle’, dans laquelle chaque propriétaire de l’ensemble des ressources se spécialise en travaillant sur une seule tâche. Si tous les coûts de transaction étaient nuls, l’acheteur d’une épingle ferait un paiement distinct à chacun des nombreux participants à sa production." (The contractual nature of the firm, p. 4).
Un coût de transaction est l’écart entre le prix fictif d’un service productif infinitésimal, le "prix essentiel" (dont le prix effectif pourrait être représenté par un pourboire) et le prix effectif d’une marchandise. Plus cette dernière sera technicisée, plus le coût de transaction sera élevé. Un régime de faibles coûts de transaction est donc ‘low tech’ (cf. P. Bihouix), ce qui n’implique pas un niveau de richesse faible (‘low life’) : « S’il n’y avait pas de coûts de mesure et d’évaluation des performances [Had there been no costs of measuring and pricing performance], il n’y aurait pas d’entreprise et la valeur des produits collectifs [social outputs] serait maximale. » (Cheung, 1983). L’écart entre les deux prix, c'est le 'coût social' de l’organisation de la production ou la ‘valeur ajoutée’ par celle-ci (au sens de « mehrwert »), qui sont des valeurs d’approximation (‘proxy value’) des prix essentiels ("relevant prices") : « all organization costs are transaction costs, and vice versa. » S. N. S. Cheung, ‘Economic organization and transaction costs’, The New Palgrave, 1987, p. 56. L’attachement, souvent pathologique, à la coopération, aux organisations, à la propriété exclusive, aux marchandises et éventuellement au confort... sont les coûts de transaction fondamentaux (cf. ‘fétichisme’). 